# Musaranya africana de volcà
La musaranya africana de volcà (Sylvisorex vulcanorum) es troba a Burundi, la República Democràtica del Congo, Ruanda i Uganda.